# هاتا توموایه

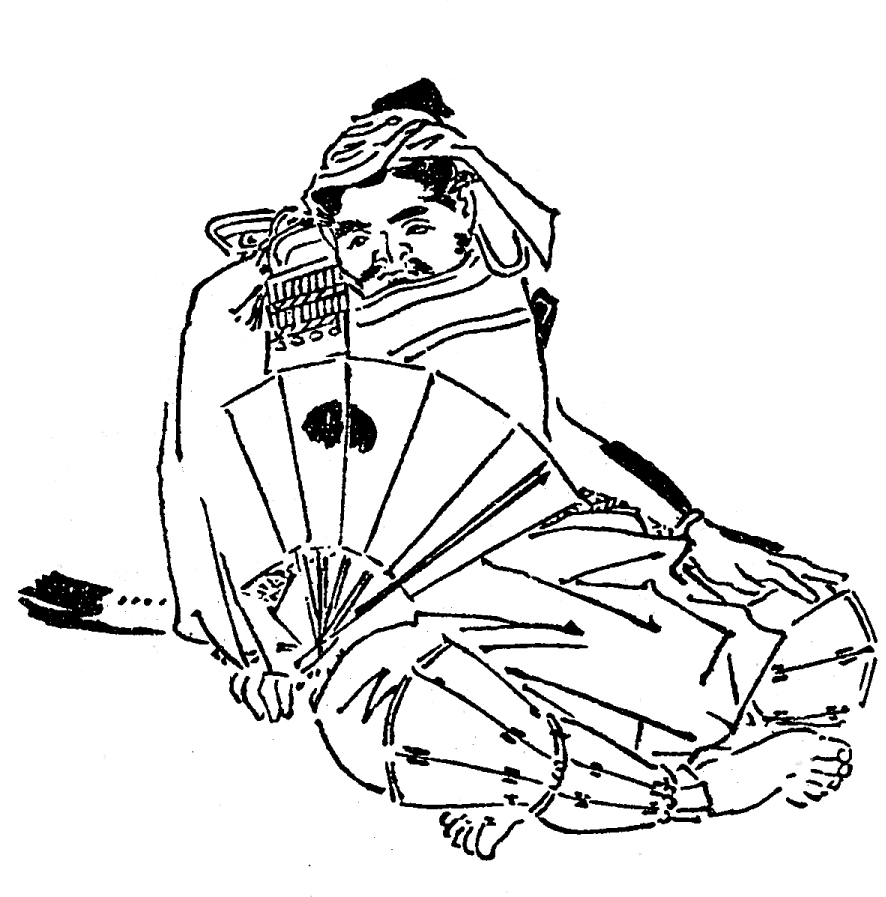
هاتتا توموایه

هاتّا توموایه (به ژاپنی: 八田知家 はった ともいえ)؛ تولد نامشخص – مرگ نامشخص، گوکه‌نین اهل ژاپن بود. یک فرمانده نظامی از اواخر دوره هی‌آن تا اوایل دوره کاماکورا و یکی از اعضای سیستم شورای سیزده نفره بود.
در طول جنگ جوکیو در سال ۱۲۲۱، پسرش توموهیسا با طرف کیوتو همراه شد، اما سایر فرزندانش در کنار شوگون‌سالاری کاماکورا قرار گرفتند.